# Børge Christoffer Nyrop
Børge Christoffer Nyrop (Kopenhagen, 14 januari 1881 – Gent, 28 maart 1948) was een Deense kunstschilder.

## Leven
Nyrop was de zoon van de fabrikant Johan Ernst Nyrop. Zijn oudoom was Camillus Nyrop (1811-1883), een handelaar in chirurgische instrumenten en kunstledematen. Hij is ook familie van Martin Nyrop (1849-1921), een bekende Deense architect.
Nadat hij de middelbare school had afgerond, verlangde hij naar een artistieke carrière. Eerst ging hij in de leer bij kunstschilder Jens Møller-Jensen die hij meehielp met het fresco in het Stadhuis van Kopenhagen. Vervolgens bezocht hij de Koninklijke Deense Kunstacademie. In 1907 ronde hij de academie af.
In 1907 ontving hij de Sødrings præmie en in 1911 de Neuhausenske præmier. 
Hij reisde naar Parijs om te studeren (1910-1911) onder de Franse kunstenaar en leraar Lucien Simon (1861-1945).

## Werk
Nyrop reisde veel in Denemarken waar hij de landschappen van de westkust in Jutland schilderde. Naast Denemarken en Frankrijk reisde en werkte hij ook in Italië, Nederland en België.

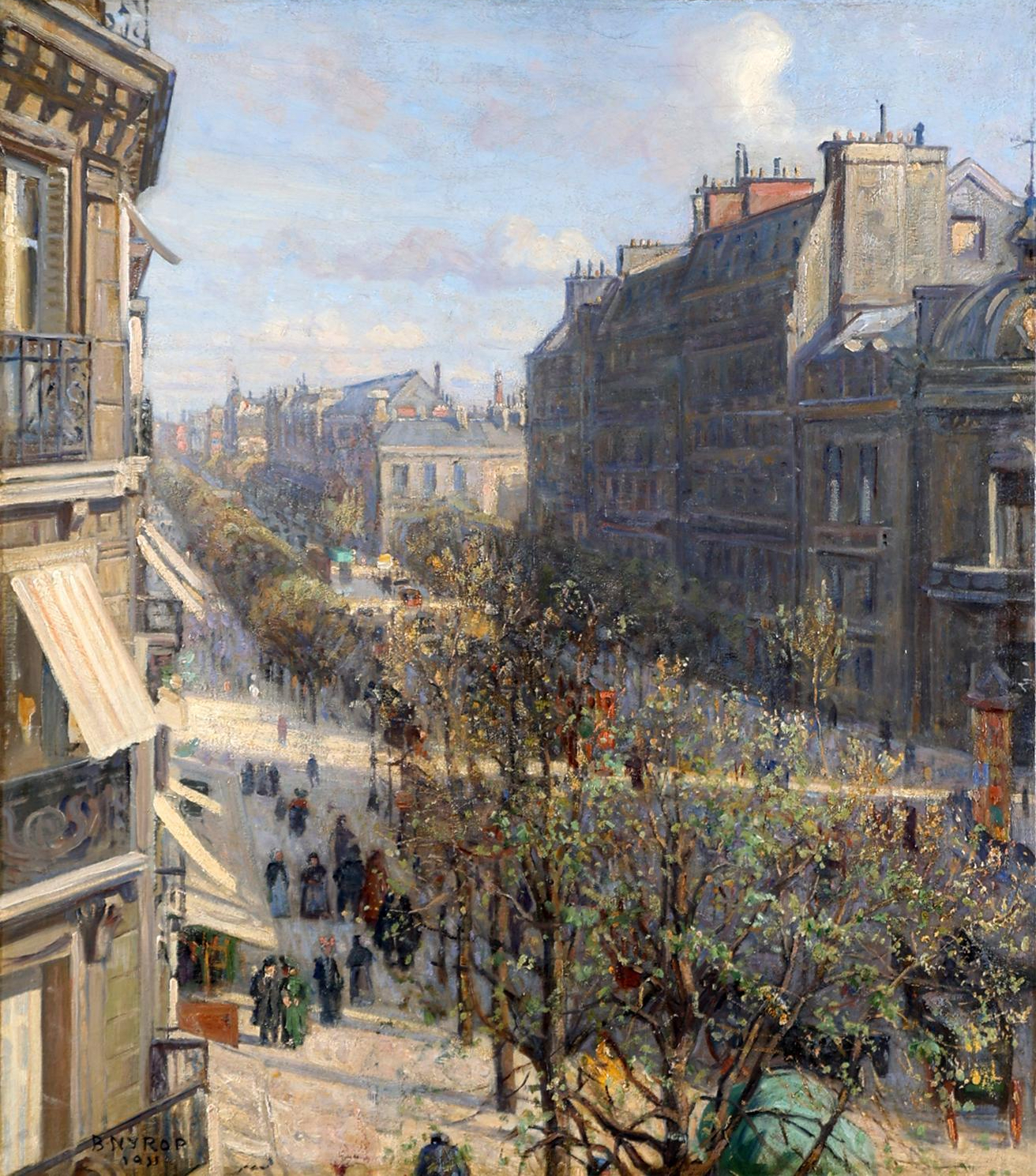
Paris in the Spring

Zijn schilderij Paris in the Spring (1911) werd op 24 maart 1988 (lot 128) bij Christie's in Londen verkocht voor £ 12.100,-. Tien jaar later (24 juni 1998, lot 235) werd dit schilderij voor £ 20.000,- verkocht bij Sotheby's in Londen. Christie's in Amsterdam bood het schilderij op 17 november 2009 (lot 125) aan voor € 25.000-35.000,-.

## Stijl
Nyrop staat bekend om zijn technische vaardigheid en beheersing van complexe lichteffecten. Vooral in zijn vroege werken vindt men een samenspel van licht en kleur.
- Gemeinsame Normdatei: 1252472315
- RKD-Nederlands Instituut voor Kunstgeschiedenis: 60161
- Union List of Artist Names: 500160008
- Virtual International Authority File: 138283718